# Kodo
Kodō (鼓童) là một nhóm chơi trống taiko chuyên nghiệp. Có căn cứ ở đảo Sado, Nhật Bản, nhóm này đóng một vai trò quan trọng trong việc làm cho chơi trống taiko được ưa thích ở Nhật Bản và ở cả nước ngoài. Họ đi trình diễn đều đặn ở Nhật Bản, Âu Châu, và Hoa Kỳ. Chữ "Kodo" trong tiếng Nhật Bản có 2 nghĩa: Nhịp tim đập, nguồn chủ yếu của các âm điệu, và đọc theo một cách khác, chữ ngày có nghĩa là "con cái của trống".

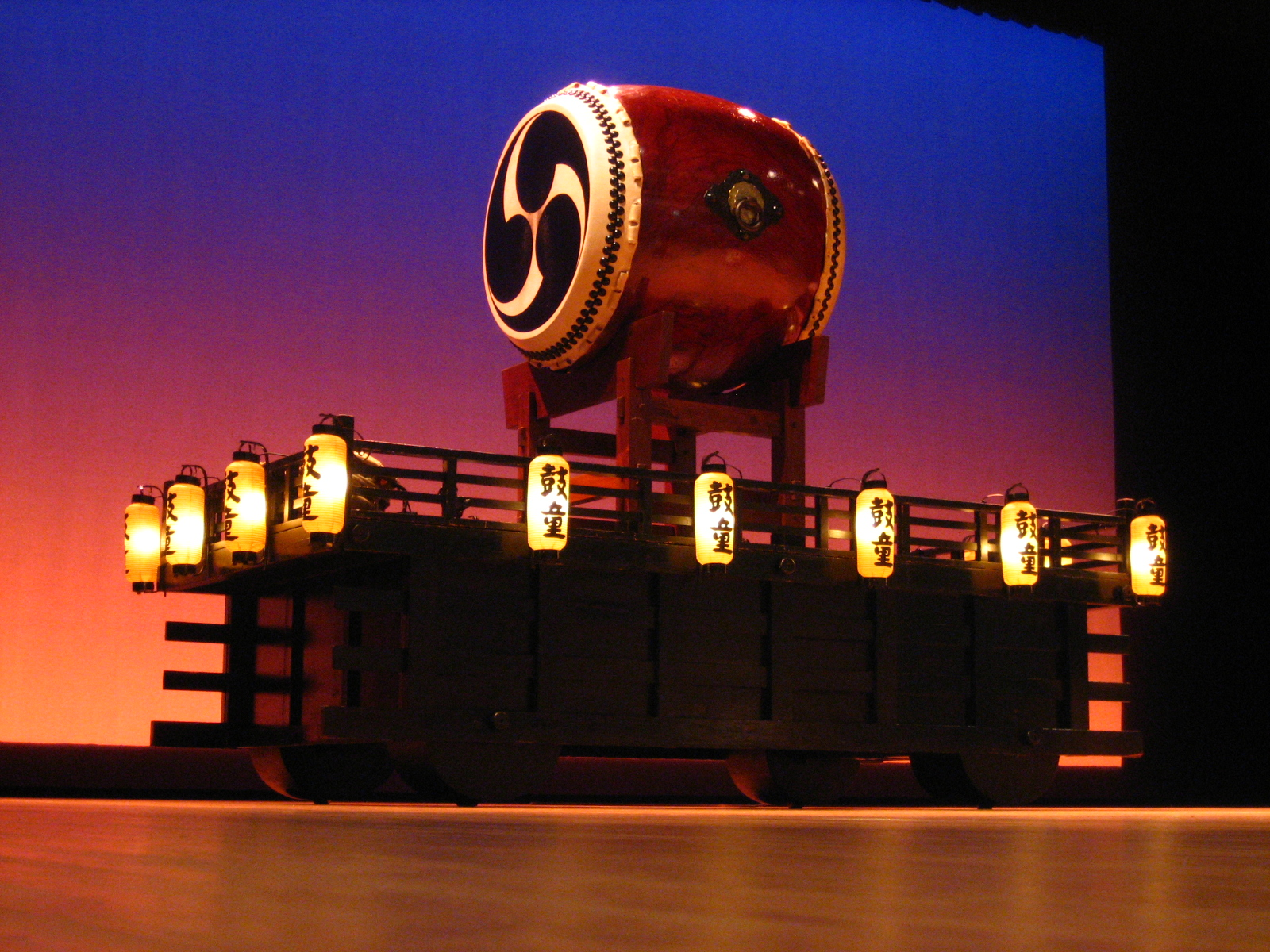
Một loại trống taiko drum được dùng bởi nhóm Kodo

Mặc dù trống taiko là nhạc cụ chính yếu trong các màn trình diễn của nhóm, họ cũng chơi những nhạc cụ cổ truyền khác của Nhật Bản như fue và shamisen, cũng như các điệu vũ cổ truyền và ca nhạc. Chương trình trình diễn của Kodo bao gồm những tác phẩm dựa trên những âm điệu cổ truyền các vùng miền Nhật Bản, các tác phẩm được soạn ra bởi các nhà soạn nhạc hiện đại cho Kodo, và các tác phẩm do thành viên họ tự viết. Từ khi họ ra mắt lần đầu tiên tại đại nhạc hội Berlin 1981, Kodo đã đi trình diễn gần tới 4.000 lần, khoảng 1/3 năm ở hải ngoại, 1/3 trình diễn ở Nhật Bản và 1/3 thời gian thì nghỉ ngơi và chuẩn bị cho chương trình mới ở đảo Sado.